# غبیری
غبیری (به عربی: غبيري) یک منطقهٔ مسکونی در لبنان است که در شهرستان بعبدا واقع شده‌است.
 غبیری   ۵۰ متر بالاتر از سطح دریا واقع شده‌است.